# Amaldus Nielsen
Amaldus Clarin Nielsen (23. maj 1838 i Mandal — 10. december 1932 i Oslo) var en norsk landskabsmaler.
Ubemidlet, som han var, blev han trods sin brændende Lyst til at male Landskaber nødt til at tage Plads i en Butik. Senere kom han til Kbhvn som Malerlærling, og trods det strenge Arbejde her opnaaede han dog ved sin Prøvetegning til Akademiet med een Gang at komme op i første Frihaandsklasse med Overspringen af Elementærklasserne. Efter udstaaet Læretid beskæftigede han sig med at kopiere Malerier. Ved et Tilfælde fik den norske Jernværksejer D. Cappelen set nogle af disse og tilbød N. Hjælp til et Ophold i Düsseldorf (1858). 
Hans Studier vakte her megen Opmærksomhed ved deres selvstændige Opfattelse og Motivvalg. Han undervistes af Gude, men bevarede dog sin fulde Uafhængighed lige over for denne, en Uafhængighed, han stedse har bevaret. Da Gude 1862 forlod Düsseldorf, fulgte han denne til Karlsruhe. Men hverken Düsseldorf- eller Karlsruhe-Skolernes Kunst har han kunnet bringe i Samklang med sine Studier ell. sin kunstneriske Individualitet. 
1859 udstillede han i Kria Kunstforening nogle Malerier, som vel var malede i Düsseldorf, men uden Gude’s Tilsyn (»Parti ved Kinn«, »Skib i Brændinger ved Lindesnæs«). 
De vakte megen Opmærksomhed og viste allerede da de Egenskaber, der senere har hævet ham til den ubestridte høje Rang bl. de første af Norges ældre Landskabsmalere, nemlig hams sjældne Evne til samtidig med en detailleret Udførelse at give Motivet udpræget Lokalkarakter og dog gribe Øjeblikkets Stemning. Fra 1869 bor N. i Kria. 
Han begyndte allerede efter sin Deltagelse i Verdensudstillingen i London 1862 ogsaa at vække Opmærksomhed i Udlandet, men hans Udvikling standsedes atter for en Aarrække pga. Sorger og Modgang. Først fra 1885 gik det atter fremad, og en Række betydelige Værker fra denne Tid viser hans Kunsts Vækst. Særlig er det Billederne med Motiver fra Egnene om, hans Hjemsted Mandal og Jæderen, som bærer Vidnesbyrd om hans dybe Kærlighed til disse Egne med deres Holmer og Skær og stille Viker med de fattige Huse. 
Og over al denne Ringhed har hans Kunst ødslet sin hele rige Farvepragt i Dagens og Aarstidens skiftende Stemninger. Af Billeder fra disse og senere Aar skal nævnes: »Fra Ænæs ved Hardangerfjorden« (1886), »Aften ved Hvaløerne« (1879), »Morgen ved Ny Hellesund« (1885), »Ved Rækefjord« (1883) — alle i det norske Nationalgaleri —, »Sent« og »Bris ved Jæderen« (tilhørende Fabrikejer Schou, Kria), »Mellem Holmer« (tilhørende Grosserer E. Egeberg, Kria), de store Billeder »Skovinteriør fra Linadal« og »Myrlandskab« samt de to Billeder fra hans egen Gaard i Kria (1901). 
| - Udvalg af værker af Amaldus Nielsen - Morgen ved Ny-Hellesund (1885) - Ænes ved Hardangerfjord (1886) - Aftenstemning over havet (1897) - Udsigt til fjord (1890) - Mennesker på en strand (1894) - Aften ved Frederiksstad (1909) |